# Centris rhodoprocta
Centris rhodoprocta är en biart som beskrevs av Jesus Santiago Moure och Antero Frederico de Seabra 1960. Centris rhodoprocta ingår i släktet Centris och familjen långtungebin. Inga underarter finns listade.